# بات ماكدونالد (مغني)
بات ماكدونالد (بالإنجليزية: Pat MacDonald)‏ هو مغني أمريكي، ولد في 6 أغسطس 1952 في غرين باي في الولايات المتحدة.

## وصلات خارجية
- الموقع الرسمي
- بات ماكدونالد على موقع IMDb (الإنجليزية)
- بات ماكدونالد على موقع ميوزك برينز (الإنجليزية)
- بات ماكدونالد على موقع ديسكوغز (الإنجليزية)
- بات ماكدونالد على موقع قاعدة بيانات الفيلم (الإنجليزية)